# Вранчени (Бакау)
Вранчени (рум. Vrânceni) насеље је у Румунији у округу Бакау у општини Кајуци. Oпштина се налази на надморској висини од 182 m.

## Становништво
Према подацима из 2002. године у насељу је живело 357 становника, од којих су сви румунске националности.